# ロブ・ワッサーマン
ロブ・ワッサーマン（Rob Wasserman、1952年4月1日 - 2016年6月29日）は、アメリカの作曲家にしてベーシスト。グラミー賞とNEA（国立芸術基金）助成金の受賞者であり、ボブ・ウィアー、ブルース・コバーン、エルヴィス・コステロ、アーニー・ディフランコ、ジェリー・ガルシア、デヴィッド・グリスマン、ステファン・グラッペリ、リッキー・リー・ジョーンズ、ヴァン・モリソン、アーロン・ネヴィル、ルー・リード、ピート・シーガー、ジュールズ・シアー、ブライアン・ウィルソン、クリス・ホイットリー、ニール・ヤング、ジャクソン・ブラウン、ローリー・アンダーソン、スティーヴン・パーキンス、バニヤン、ミスティック・ナイツ・オブ・ジ・オインゴ・ボインゴ、ラットドッグなど、さまざまなミュージシャンと共演し、レコーディングを行った。
彼は、アルバム『ソロ』『デュエット』『トリオ』という三部作になっている彼自身による作品で最もよく知られている。

## 略歴
ワッサーマンはヴァイオリンの演奏を始め、10代の頃からベースの道へと向かった。サンフランシスコ音楽院で、ジョン・アダムズから作曲を学び、サンフランシスコ交響楽団のベーシストからダブルベースを学んだ。
彼はヴァン・モリソン、オインゴ・ボインゴ、デヴィッド・グリスマンと共演した。1983年のアルバム『ソロ』は、『ダウン・ビート』誌のレコード・オブ・ザ・イヤーを受賞した。アルバム『デュエット』と『トリオ』では、ボビー・マクファーリン、リッキー・リー・ジョーンズ、シェリル・ベンティーン、ルー・リード、ステファン・グラッペリ、ジェリー・ガルシア、ブライアン・ウィルソン、ウィリー・ディクソン、ブランフォード・マルサリス、ボブ・ウィアー、エディ・ブリケル、レス・クレイプール、ニール・ヤング、エルヴィス・コステロとともに演奏した。
アルバム『デュエット』は3つのグラミー賞にノミネートされた。ボビー・マクファーリンがワッサーマンと共演した「Brothers」で受賞。ワッサーマンはまた、オランダのエディソン賞のレコード・オブ・ザ・イヤーを受賞した。
2000年のアルバム『Space Island』は、より現代音楽的な要素を取り入れている。グレイトフル・デッドのボブ・ウィアーと共同で結成したラットドッグ (RatDog)が、その頃の彼の時間において多くを占めていた。また、ルー・リードと広範囲にわたるツアーを行った。
ワッサーマンは、第6回から第10回までインディペンデント・ミュージック・アワードの審査員を務めた。
彼は2016年6月29日に亡くなった。

## ディスコグラフィ

### リーダー・アルバム
- 『ソロ』 - Solo (1983年、Rounder)
- 『デュエット』 - Duets (1988年、MCA)
- 『トリオ』 - Trios (1994年、GRP)
- Space Island (2000年、Atlantic)
- Cosmic Farm (2005年、Tone Center)

### 共同リーダー・アルバム
- Live (1999年) ※with ボブ・ウィアー
- Fall 1989: The Long Island Sound (2013年) ※with ボブ・ウィアー、ジェリー・ガルシア・バンド
- Dua (2001年) ※with スルタン・カーン

### 参加アルバム
デヴィッド・グリスマン
- Quintet '80 (1980年)
- 『ライヴ』 - Stephane Grappelli/David Grisman Live (1981年) ※with ステファン・グラッペリ
- 『モンド・マンド』 - Mondo Mando (1981年)

ルー・リード
- 『ニューヨーク』 - New York (1989年)
- 『マジック・アンド・ロス』 - Magic and Loss  (1992年)
- 『ルル』 - Lulu (2011年) ※with メタリカ

リッキー・リー・ジョーンズ
- 『フライング・カウボーイズ』 - Flying Cowboys (1989年)
- 『ネイキッド・ソングス』 - Naked Songs – Live and Acoustic (1995年)

その他
- ヴァン・モリソン : 『ビューティフル・ヴィジョン』 - Beautiful Vision (1982年)
- エルヴィス・コステロ : 『マイティ・ライク・ア・ローズ』 - Mighty Like a Rose (1991年)
- ウィリー・ディクソン : 『オリジナル・ワン・ダン・ドゥードル』 - The Original Wang Dang Doodle (1995年)
- ブルース・コバーン : 『ザ・チャリティ・オブ・ナイト』 - The Charity of Night (1996年)
- ラットドッグ : Evening Moods (2000年)
- ラットドッグ : Live at Roseland (2001年)
- ナインティーン・サーティーン :  Music For Time Travel & The Dream (2017年) ※2015年録音のカバー曲「Summertime」に参加[9]